# Тригидроортопериодат натрия
Тригидроортопериода́т на́трия — неорганическое соединение,
кислая соль натрия и ортоиодной кислоты с формулой Na2H3IO6,
бесцветные кристаллы,
слабо растворяется в воде.

## Получение
- Пропускание хлора через кипящий щелочной раствор иодата натрия

{\displaystyle {\mathsf {NaIO_{3}+Cl_{2}+3NaOH\ {\xrightarrow {100^{o}C}}\ Na_{2}H_{3}IO_{6}\downarrow +2NaCl}}}

## Физические свойства
Тригидроортопериодат натрия образует бесцветные кристаллы ромбической сингонии, пространственная группа P nnm, параметры ячейки a = 0,4697 нм, b = 0,5299 нм, c = 1,0052 нм, Z = 2.
Слабо растворяется в воде.